# Amaenai de yo!!
Amaenai de yo!! (jap. あまえないでよっ!!, dt. „Sei nicht so verwöhnt!!“, vgl. Amae) ist eine Manga-Serie des japanischen Zeichners Toshinori Sogabe (宗我部 としのり), die 2005 auch als dreizehnteilige Anime-Serie umgesetzt worden ist. Die Serie, die sich dem Seinen-, Moe- und Bishōjo-Genre zuordnen lässt, arbeitet mit komödiantischen und erotischen (Etchi) Elementen. 2006 wurde unter dem Titel Amaenai de yo!! Katsu!! eine ebenfalls dreizehn Episoden umfassende Fortsetzung des Animes veröffentlicht.

## Handlung
In einem fiktiven buddhistischen Tempel in Japan befinden sich neben einer alten Meisterin ein Novize namens Ikkō und sechs Novizinnen. Deren Hauptaufgaben ist neben den täglichen Hausarbeiten und dem Besuch der Oberschule das Austreiben von Geistern, üblicherweise durch Rezitation von Sutras. Geister können in dieser Welt als normale Menschen auftreten; sie ruhen nicht in Frieden, da sie noch an weltlichen Aufgaben, Wünschen oder Begierden hängen. Im Laufe der Serie lösen die Hauptcharaktere zahlreiche Aufgaben, die meistens Ikkōs spezielle Fähigkeiten benötigen.
Ikkō ist ein äußerst lüsterner und fauler Junge, der von seiner Großmutter, der alten Meisterin Jōtoku-baa, ins Kloster geholt wurde. Ikkō besitzt gewaltige Kräfte, die auf ungeklärte Weise von einem verstorbenen Großmeister auf ihn übertragen wurden, der diese Kräfte erlangte, indem er jegliche Begierden ablegen konnte, was ein wichtiges Ziel des Buddhismus darstellt. Ikkō kann diese Kräfte wecken, indem seine sexuelle Lust gewaltig ansteigt. Dies sieht in der Praxis so aus, dass sich eine der „Novizinnen“ entkleidet (bzw. die Kleidung entrissen bekommt), und Ikkōs Kräfte durch den Anblick nackter Brüste geweckt werden, um den anstehenden Gegner mit Leichtigkeit zu besiegen bzw. endlich „in Frieden ruhen zu lassen“.
Neben dieser Haupthandlung entwickelt sich ein besonderes Verhältnis zwischen Ikkō und Chitose, dem Mädchen, das üblicherweise entkleidet wird. Ikkō wird im Prinzip als „Idiot für alles“ missbraucht und wird auch ständig als Idiot bezeichnet und geschlagen, weil er immer wieder zufällig in für die Mädchen peinliche Situationen verwickelt wird. Während Chitose, die zwar ein nettes Mädchen ist, aber Horrorfilme liebt, vorgibt Ikkō bis aufs Blut zu hassen, zeigt sich jedoch, dass sie ihn eigentlich doch mag.

## Charaktere
Jede der sechs weiblichen Hauptcharaktere, die 15 oder 16 Jahre alt sind, repräsentiert eines der „sechs Reiche“ der buddhistischen Mythologie und hat dementsprechende Kräfte und Charaktereigenschaften.
Chitose repräsentiert das „Reich der Menschen“, die burschikose Yūko, die zahlreichen Kampfsportclubs angehört und ständig in Kämpfe mit obskuren Banden verwickelt ist, das Asura-Reich. Haruka, die mit ihren 17 Jahren das älteste der sechs Mädchen ist und über extrem starke exorzistische Kräfte verfügt, repräsentiert das Reich der Deva. Die stets höfliche und zuvorkommende Sumi repräsentiert das „Reich der Tiere“, während die an Technik und Politik interessierte Sakura, die unglaubliche Mengen essen kann ohne dicker zu werden und Vorsitzende des Schülerkomitees ist, das „Reich der Hungergeister“ repräsentiert. Hinata, die das „Reich der Dämonen“ repräsentiert, ist mit 13 die Jüngste, Sakuras Schwester und hat einen kleinen feuerspeienden Dämon, den sie meistens auf ihrer Schulter trägt und der sich im Kampfesfall durch ihre Kräfte zu einem gewaltigen Dämon verwandeln kann. Sie ist stets extrem still, redet sehr leise und direkt und äußerst oft nur einzelne Wörter, die meist wegen ihrer Direktheit und Emotionslosigkeit witzige Situationen erzeugen.

## Etchi-Inhalt
Amaenai de yo!! enthält viele sexuelle Anspielungen, wobei explizit darauf geachtet wird, dass Geschlechtsorgane und Brüste stets nur zum Teil dargestellt werden, um die Einstufung als Hentai und somit die Beschränkung, ausschließlich auf DVD veröffentlicht werden zu können, zu vermeiden. Brustwarzen werden nur in der 13. Episode, einer Spezialepisode, dargestellt. Auch neben diesen Anspielungen kommen viele Situationen, die für Etchi-Anime üblich sind, vor. So werden beispielsweise Mädchen beim Umziehen dargestellt und Diebe klauen den Mädchen die Unterwäsche.

## Veröffentlichungen
Amaenai de yo!! erschien in Japan von 2003 bis 2007 in Einzelkapiteln in Wani Books’ Manga-Magazin Comic Gum, in dem unter anderem auch Dragon Girls von Yuji Shiozaki und Mahoromatic von Bow Ditama und Bunjūrō Nakayama veröffentlicht wurden. Wani Books brachte diese Einzelkapitel vom 25. März 2004 bis 24. Februar 2007 in regelmäßigen Abständen auch in Form von sieben Sammelbänden heraus.

## Adaptionen

### Anime
Ab Juli 2005 lief die Anime-Umsetzung des Mangas auf dem japanischen Anime-Fernsehsender AT-X. Produziert vom Animationsstudio Studio DEEN. Unter der Regie von Keitaro Motonaga, und mit musikalischer Untermalung von Yasunori Iwasaki endete die Erstausstrahlung von Amaenai de yo!! im September 2005 nach zwölf Folgen und einem Special (das den Etchi-Anteil noch einmal drastisch verschärft).
Wegen des Erfolges der Serie folgte von Januar bis März 2006 das Sequel Amaenai de yo!! Katsu!!. Erneut dreizehn Folgen umfassend entstand die Serie mit dem gleichen Stab.
Die Serie wurde in Taiwan von Top-Insight International und in den USA von Media Blasters unter dem Titel Ah My Buddha lizenziert.

#### Synchronisation
| Rolle            | japanischer Sprecher (Seiyū) |
| ---------------- | ---------------------------- |
| Ikkō Satonaka    | Chihiro Suzuki               |
| Chitose Nanbu    | Mai Nakahara                 |
| Haruka Amanogawa | Akeno Watanabe               |
| Yūko Atoda       | Chieko Higuchi               |
| Sakura Sugai     | Haruhi Terada                |
| Jōtoku Kawahara  | Kazuko Sugiyama              |
| Hinata Sugai     | Ryoko Shintani               |
| Sumi Ikuina      | Tomoko Kawakami              |

#### Musik
Als Vorspanntitel wurde Afurete yuku no wa kono kimochi von Amae-tai! verwendet. Der Abspann ist mit dem Titel Happy Days von Mai Nakahara unterlegt.